# Tugay Kaçar
Tugay Kaçar (* 1. Januar 1994 in Uşak) ist ein türkischer Fußballspieler.

## Karriere

### Verein
Kaçar begann mit dem Vereinsfußball in der Provinz Uşak in der Jugend von Turan İdman Yurdu und wechselte 2007 in die Jugendmannschaft von Uşakspor. Bereits nach einem Jahr wechselte er erneut, diesmal in die Jugendabteilung des damaligen Erstligisten Denizlispor. Hier erhielt er im Sommer 2011 einen Profivertrag und gab sein Debüt am letzten Spieltag der Saison 2010/11 in der Zweitligabegegnung gegen Orduspor.
Im Januar 2013 unterschrieb er einen Vertrag bis 2014 beim Drittligisten Ofspor. Zur neuen Saison wechselte er zu Kızılcabölükspor.
Im Sommer 2014 heuerte er beim Zweitligisten Osmanlıspor FK an. Mit diesem Verein erreichte er zum Saisonende den Vizemeisterschaft der TFF 1. Lig und damit den Aufstieg in die Süper Lig. Für die Spielzeit 2015/16 lieh ihn sein Verein an den Zweitligisten Karşıyaka SK aus. Nachdem er von diesem Verein bereits zur nächsten Winterpause zurückgekehrt war, wurde er für die Rückrunde an Giresunspor ausgeliehen.

### Nationalmannschaft
Kaçar spielte 2010 zweimal für die türkische U-16 und zweimal für die türkische U-17-Nationalmannschaft. Im Oktober 2014 absolvierte er zwei Spiele für die türkische U-20-Nationalmannschaft und einen Monat später ein Spiel für die türkische U-21-Nationalmannschaft.

## Erfolge
Osmanlıspor FK
- Vizemeister der TFF 1. Lig und Aufstieg in die Süper Lig: 2014/15